# 엘름훌트

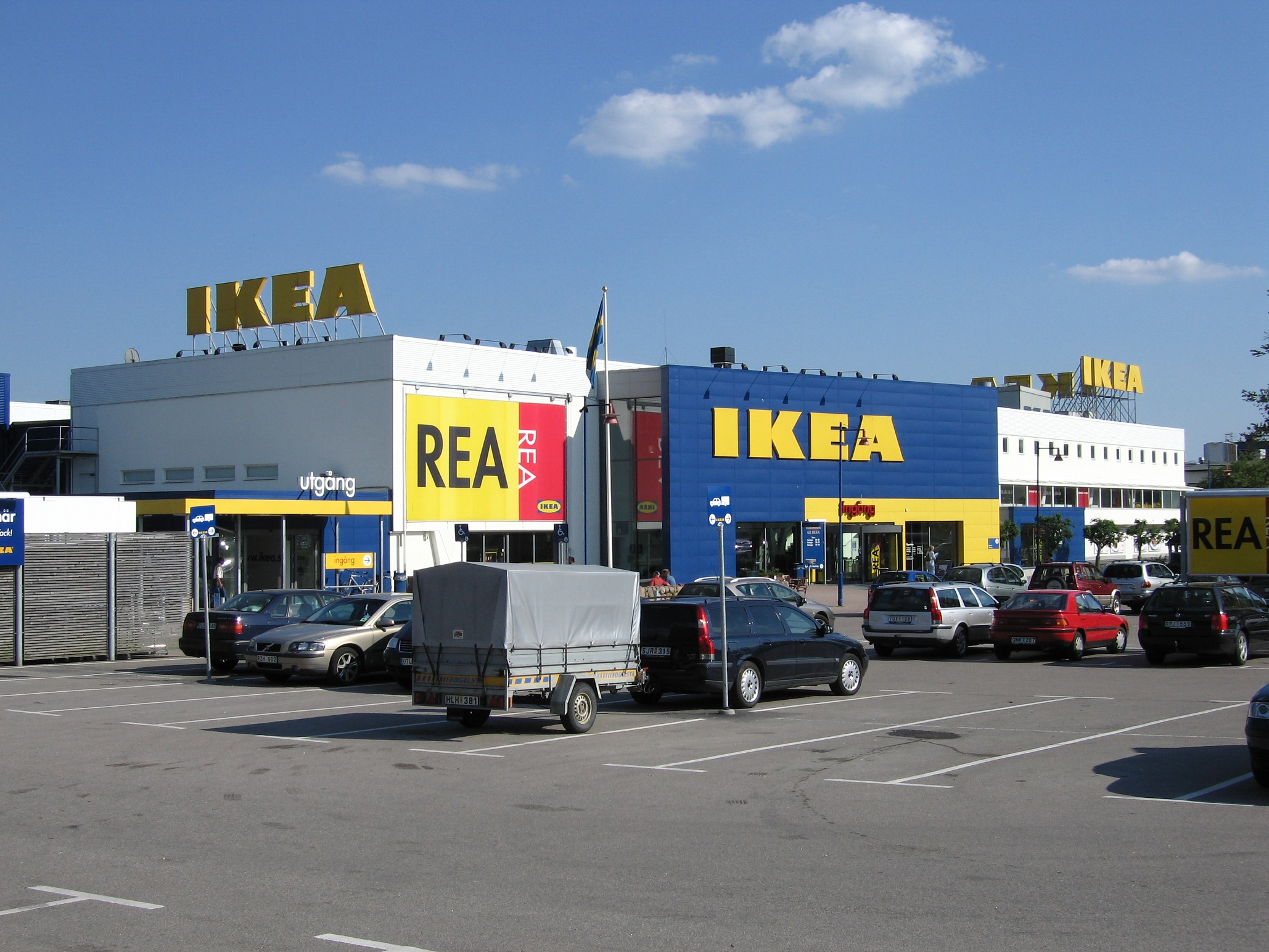
엘름훌트의 이케아 매장

엘름훌트(스웨덴어: Älmhult)는 스웨덴 크로노베리주 엘름훌트 시의 한 지역으로, 2010년 기준으로 인구는 8,955명이다.
엘름훌트는 1953년에 이케아(IKEA)의 창업자인 잉그바르 캄프라드가 이케아 최초의 매장을 연 곳으로도 유명하며, 아직도 운영중이다.